# Liste der Einträge im National Register of Historic Places im Milwaukee County

Lage des Milwaukee County in Wisconsin

Die Liste der Registered Historic Places im Milwaukee County in Wisconsin führt alle Bauwerke und historischen Stätten im Milwaukee County auf, die in das National Register of Historic Places aufgenommen wurden.

## Legende
| NRHP | Historic Place                      |
| HD   | Historic District                   |
| NHLD | National Historic Landmark District |

## Aktuelle Einträge
| [ 2 ] | Name                                                                          | Bild                                                                          | Eintragsdatum                 | Lage | Ort             | Beschreibung |
| ----- | ----------------------------------------------------------------------------- | ----------------------------------------------------------------------------- | ----------------------------- | --- | --------------- | --- |
| 1     | Albert and Edith Adelman House                                                | Albert and Edith Adelman House                                                | 2005 ID-Nr. 05000951          | 7111 North Barnett Lane 43° 8′ 45″ N, 87° 53′ 57″ W | Fox Point       | 1948 im Usonia-Stil nach einem Entwurf des Architekten Frank Lloyd Wright errichtetes Wohnhaus |
| 2     | Annunciation Greek Orthodox Church                                            | Annunciation Greek Orthodox Church                                            | 1974 ID-Nr. 74000100          | 9400 West Congress Street 43° 5′ 51″ N, 88° 1′ 48″ W                                                                                                   | Wauwatosa       | 1956–1962 nach einem Entwurf des Architekten Frank Lloyd Wright errichtete griechisch-orthodoxe Kirche |
| 3     | APPOMATTOX (Schiffswrack)                                                     | APPOMATTOX (Schiffswrack)                                                     | 2005 ID-Nr. 04001547          | Grund des Michigansees 43° 5′ 37″ N, 87° 51′ 58″ W | Shorewood       | 1896 gebauter Frachtdampfer; eines der weltgrößten Holzschiffe; 1905 vor Milwaukee auf Grund gelaufen |
| 4     | Rufus Arndt House                                                             | Rufus Arndt House                                                             | 1985 ID-Nr. 85002016          | 4524 North Cramer Street 43° 5′ 55″ N, 87° 53′ 9″ W | Whitefish Bay   | 1925 nach einem Entwurf des Architekten Ernest Flagg errichtetes Wohnhaus |
| 5     | Barfield-Staples House                                                        | Barfield-Staples House                                                        | 1985 ID-Nr. 85002017          | 5461-5463 Danbury Road 43° 6′ 57″ N, 87° 54′ 4″ W | Whitefish Bay   | |
| 6     | Thomas Bossert House                                                          | Thomas Bossert House                                                          | 1985 ID-Nr. 85002018          | 2614 East Menlo Boulevard 43° 5′ 3″ N, 87° 52′ 36″ W                                                                                                   | Shorewood       | |
| 7     | Brown Deer School                                                             | Brown Deer School                                                             | 1993 ID-Nr. 93001427          | 4800 West Green Brook Drive 43° 10′ 56″ N, 87° 58′ 18″ W                                                                                               | Brown Deer      | 1884 errichtetes Schulgebäude |
| 8     | Church Street Historic District                                               | Church Street Historic District                                               | 1989 ID-Nr. 89001099          | 1448-1630 Church Street sowie 7758 West Menomonee River Parkway 43° 3′ 5″ N, 88° 0′ 36″ W                                                              | Wauwatosa       | 1853 angelegtes Wohngebiet |
| 9     | Benjamin Church House                                                         | Benjamin Church House                                                         | 1972 ID-Nr. 72000059          | Parkway Drive, Eastabrook Park 43° 5′ 29″ N, 87° 53′ 53″ W                                                                                             | Shorewood       | 1844 im Stil des Greek Revival errichtetes Wohnhaus von Benjamin Church, einem der ersten Einwohner von Milwaukee; das Gebäude, das auch als Kilbourntown House bekannt ist, stand ursprünglich in Milwaukee, von wo es 1938 an seinen heutigen Standort umgesetzt wurde |
| 10    | Erwin Cords House                                                             | Erwin Cords House                                                             | 1985 ID-Nr. 85002019          | 1913 East Olive Street 43° 5′ 36″ N, 87° 53′ 9″ W | Shorewood       | 1925 nach einem Entwurf des Architekten Ernest Flagg errichtetes Wohnhaus |
| 11    | Cudahy Chicago and North Western Railway Depot                                | Cudahy Chicago and North Western Railway Depot                                | 2013 ID-Nr. 13000750          | 4647 South Kinnickinnic Avenue 42° 57′ 36″ N, 87° 51′ 52,2″ W                                                                                          | Cudahy          | |
| 12    | Jeremiah Curtin House                                                         | Jeremiah Curtin House                                                         | 1972 ID-Nr. 72000060          | 8685 West Grange Avenue 42° 56′ 40″ N, 88° 1′ 19″ W | Greendale       | 1847 errichtetes Wohnhaus, in dem der spätere Linguist und Volkskundler Jeremiah Curtin aufwuchs |
| 13    | Lowell Damon House                                                            | Lowell Damon House                                                            | 1972 ID-Nr. 72000061          | 2107 North Wauwatosa Avenue 43° 3′ 22″ N, 88° 0′ 28″ W                                                                                                 | Wauwatosa       | 1844 errichtetes ältestes Haus von Wauwatosa |
| 14    | H. R. Davis House                                                             | H. R. Davis House                                                             | 1985 ID-Nr. 85002020          | 6839 Cedar Street 43° 2′ 26″ N, 87° 59′ 48″ W | Wauwatosa       | 1924 nach einem Entwurf des Architekten Ernest Flagg errichtetes Wohnhaus |
| 15    | Elderwood                                                                     | Elderwood                                                                     | 1980 ID-Nr. 80000165          | 6789 North Elm Tree Road 43° 8′ 24″ N, 87° 55′ 10″ W                                                                                                   | Glendale        | |
| 16    | EMBA (Schiffswrack)                                                           |                                                                               | 2013 ID-Nr. 13000468          | auf dem Grund des Michigansees, rund 8 km östlich von Milwaukee 43° 3′ 54,3″ N, 87° 44′ 58,5″ W                                                        | Milwaukee       | |
| 17    | J. H. Fiebing House                                                           | J. H. Fiebing House                                                           | 1985 ID-Nr. 85002021          | 7707 Stickney 43° 3′ 31″ N, 88° 0′ 37″ W | Wauwatosa       | 1925 nach einem Entwurf des Architekten Ernest Flagg errichtetes Wohnhaus |
| 18    | George Gabel House                                                            | George Gabel House                                                            | 1985 ID-Nr. 85002023          | 4600 North Cramer Street 43° 5′ 59″ N, 87° 53′ 10″ W                                                                                                   | Whitefish Bay   | 1925 nach einem Entwurf des Architekten Ernest Flagg errichtetes Wohnhaus |
| 19    | Warren B. George House                                                        | Warren B. George House                                                        | 1985 ID-Nr. 85002024          | 7105 Grand Parkway 43° 2′ 15″ N, 88° 0′ 3″ W | Wauwatosa       | |
| 20    | Paul S. Grant House                                                           | Paul S. Grant House                                                           | 1985 ID-Nr. 85002025          | 984 East Circle Drive 43° 6′ 55″ N, 87° 53′ 55″ W | Whitefish Bay   | |
| 21    | Greendale Historic District                                                   | Greendale Historic District                                                   | 2005 ID-Nr. 05000763          | Abgegrenzt durch West Grange Avenue und Catalpa Street 42° 56′ 29″ N, 87° 59′ 45″ W                                                                    | Greendale       | In den 1930er Jahren im Zuge des New Deal angelegte Gartenstadt seit 2012 als National Historic Landmark eingetragen |
| 22    | Greenfield School                                                             | Greenfield School                                                             | 2006 ID-Nr. 06000207          | 8405 West National Avenue 43° 0′ 41″ N, 88° 1′ 3″ W | West Allis      | 1887 im neuromanischen Stil errichtetes Schulgebäude; seit 1966 als Museum in Besitz der West Allis Historical Society |
| 23    | Harrison Hardie House                                                         | Harrison Hardie House                                                         | 1985 ID-Nr. 85002026          | 4540 North Cramer Street 43° 5′ 58″ N, 87° 53′ 10″ W                                                                                                   | Whitefish Bay   | 1925 nach einem Entwurf des Architekten Ernest Flagg errichtetes Wohnhaus |
| 24    | Thomas B. Hart House                                                          | Thomas B. Hart House                                                          | 1985 ID-Nr. 85003135          | 1609 Church Street 43° 3′ 7″ N, 88° 0′ 37″ W | Wauwatosa       | In den frühen 1840er-Jahren im neugotischen Stil errichtetes Wohnhaus des Geschäftsmannes Thomas B. Hart; Teil des Church Street Historic District |
| 25    | Horace W. Hatch House                                                         | Horace W. Hatch House                                                         | 1985 ID-Nr. 85002027          | 739 East Beaumont 43° 7′ 9″ N, 87° 54′ 1″ W | Whitefish Bay   | |
| 26    | Seneca W. & Bertha Hatch House                                                | Seneca W. & Bertha Hatch House                                                | 1985 ID-Nr. 85002028          | 3821 North Prospect Avenue 43° 5′ 12″ N, 87° 52′ 48″ W                                                                                                 | Shorewood       | |
| 27    | Henni Hall                                                                    | Henni Hall                                                                    | 1974 ID-Nr. 74000103          | 3257 South Lake Drive 42° 58′ 56″ N, 87° 52′ 19″ W | St. Francis     | Hauptgebäude des 1856 errichteten katholischen Priesterseminars |
| 28    | Honey Creek Parkway                                                           | Honey Creek Parkway                                                           | 2010 ID-Nr. 10000458          | Zwischen I 94 und US 18, parallel zum WIS 181 43° 1′ 58″ N, 88° 0′ 52″ W                                                                               | Wauwatosa       | |
| 29    | Willis Hopkins House                                                          | Willis Hopkins House                                                          | 1985 ID-Nr. 85002030          | 325 Glenview Street 43° 2′ 3″ N, 88° 1′ 1″ W | Wauwatosa       | |
| 30    | W. Ben Hunt Cabin                                                             | W. Ben Hunt Cabin                                                             | 2008 ID-Nr. 08000028          | 5885 South 116th Street 42° 56′ 15″ N, 88° 3′ 33″ W | Hales Corners   | 1924 im Stil der Rustic Architecture von dem Künstler W. Ben Hunt errichtete Blockhütte |
| 31    | Halbert D. Jenkins House                                                      | Halbert D. Jenkins House                                                      | 1985 ID-Nr. 85002031          | 1028 East Lexington Boulevard 43° 6′ 49″ N, 87° 53′ 53″ W                                                                                              | Whitefish Bay   | |
| 32    | Juneau Highlands Residential Historic District                                | Juneau Highlands Residential Historic District                                | 2011 ID-Nr. 11000116          | 6600-6734 West Grant Street, 2109-2180 South Livingston Terrace, 6608-6656 West Revere Place und 6627-29 West Revere Place 43° 0′ 20″ N, 87° 59′ 44″ W | West Allis      | |
| 33    | Kegel's Inn                                                                   | Kegel's Inn                                                                   | 2010 ID-Nr. 10000823          | 5901-5905 West National Avenue 43° 1′ 4″ N, 87° 59′ 10″ W                                                                                              | West Allis      | |
| 34    | Kneeland-Walker House                                                         | Kneeland-Walker House                                                         | 1989 ID-Nr. 88003212          | 7406 Hillcrest Drive 43° 3′ 19″ N, 88° 0′ 15″ W | Wauwatosa       | 1890 im Queen Anne Style errichtetes Wohnhaus des Fabrikanten Norman Kneeland |
| 35    | Lawson Airplane Company-Continental Faience and Tile Company                  |                                                                               | 2001 ID-Nr. 01000964          | 909 Menomonee Avenue 42° 54′ 19″ N, 87° 51′ 36″ W | South Milwaukee | Gelände einer früheren Flugzeugfabrik |
| 36    | LUMBERMAN (Schiffswrack)                                                      |                                                                               | 2009 ID-Nr. 08001331          | Adresse nicht veröffentlicht 42° 52′ 10,3″ N, 87° 45′ 25,2″ W                                                                                          | Oak Creek       | 1862 gebauter Schoner; im Jahr 1893 in einem Sturm gesunken |
| 37    | John F. McEwens House                                                         | John F. McEwens House                                                         | 1985 ID-Nr. 85002032          | 829 East Lake Forest 43° 7′ 0″ N, 87° 54′ 0″ W | Whitefish Bay   | |
| 38    | Alexander Herschel and Pauline G. McMicken House                              | Alexander Herschel and Pauline G. McMicken House                              | 2010 ID-Nr. 10000816          | 1508 South 80th Street 43° 0′ 53″ N, 88° 0′ 43″ W | West Allis      | 1909 errichtetes Wohnhaus |
| 39    | Henry A. Meyer House                                                          | Henry A. Meyer House                                                          | 1985 ID-Nr. 85002033          | 3559 North Summit Avenue 43° 5′ 1″ N, 87° 52′ 30″ W | Shorewood       | |
| 40    | Starke Meyer House                                                            | Starke Meyer House                                                            | 1985 ID-Nr. 85002034          | 7896 North Club Circle 43° 9′ 38″ N, 87° 53′ 46″ W | Fox Point       | |
| 41    | Verwaltungsgebäude des Milwaukee County Home for Dependent Children           | Verwaltungsgebäude des Milwaukee County Home for Dependent Children           | 1999 ID-Nr. 98001587          | 9508 Watertown Plank Road 43° 2′ 46″ N, 88° 1′ 53″ W                                                                                                   | Wauwatosa       | |
| 42    | Milwaukee County School of Agriculture and Domestic Economy Historic District | Milwaukee County School of Agriculture and Domestic Economy Historic District | 1998 ID-Nr. 98000258          | 9722 Watertown Plank Road 43° 3′ 0″ N, 88° 2′ 9″ W | Wauwatosa       | 1912 eröffnete Land- und Hauswirtschaftsschule |
| 43    | Milwaukee Pierhead Light                                                      | Milwaukee Pierhead Light                                                      | 2012 ID-Nr. 12000971          | Hafeneinfahrt von Milwaukee 43° 1′ 33,6″ N, 87° 53′ 43,1″ W                                                                                            | Milwaukee       | 1872 errichteter Leuchtturm |
| 44    | George E. Morgan House                                                        | George E. Morgan House                                                        | 1985 ID-Nr. 85002035          | 4448 North Maryland Avenue 43° 5′ 49″ N, 87° 52′ 55″ W                                                                                                 | Shorewood       | |
| 45    | Mary L. Nohl Art Environment                                                  | Mary L. Nohl Art Environment                                                  | 2005 ID-Nr. 05001109          | 7328 North Beach Road 43° 9′ 1″ N, 87° 53′ 31″ W | Fox Point       | Haus und Garten der Künstlerin Mary Nohl |
| 46    | Pearl C. Norton House                                                         | Pearl C. Norton House                                                         | 1985 ID-Nr. 85002036          | 2021 Church Street 43° 3′ 25″ N, 88° 0′ 36″ W | Wauwatosa       | |
| 47    | Oak Creek Parkway                                                             | Oak Creek Parkway                                                             | 2011 ID-Nr. 11000416          | Im Grant Park zwischen Hawthorne Avenue und Rawson Avenue 42° 54′ 48″ N, 87° 51′ 5″ W                                                                  | South Milwaukee | Teil des Milwaukee County Parkway Systems |
| 48    | Painesville Chapel                                                            | Painesville Chapel                                                            | 1977 ID-Nr. 77000039          | 2740 West Ryan Road 42° 52′ 23″ N, 87° 57′ 8″ W | Franklin        | 1852 im Stil des Greek Revival errichtete Versammlungshalle einer Freikirche |
| 49    | Root River Parkway                                                            | Root River Parkway                                                            | 2013 ID-Nr. 12001253          | Zwischen West Layton Avenue und South 76th Street 42° 56′ 36,1″ N, 88° 0′ 49,1″ W                                                                      | Greendale       | |
| 50    | Shorewood Village Hall                                                        | Shorewood Village Hall                                                        | 1984 ID-Nr. 84003739          | 3930 North Murray Avenue 43° 5′ 18″ N, 87° 53′ 5″ W | Shorewood       | 1908 errichtetes Schulgebäude; sei 1915 Rathaus |
| 51    | South Milwaukee Passenger Station                                             | South Milwaukee Passenger Station                                             | 1978 ID-Nr. 78000119          | Milwaukee Avenue 42° 54′ 35″ N, 87° 51′ 47″ W | South Milwaukee | 1893 im neuromanischen Stil aus Backsteinen errichtetes Bahnhofsgebäude |
| 52    | South Milwaukee Post Office                                                   | South Milwaukee Post Office                                                   | 2000 ID-Nr. 00001251          | 2210 10th Avenue 42° 54′ 33″ N, 87° 51′ 40″ W | South Milwaukee | 1931 im neoklassizistischen Stil errichtetes Postamt |
| 53    | Frederick Sperling House                                                      | Frederick Sperling House                                                      | 1985 ID-Nr. 85002037          | 1016 East Lexington Boulevard 43° 6′ 49″ N, 87° 53′ 54″ W                                                                                              | Whitefish Bay   | |
| 54    | Sunnyhill Home                                                                | Sunnyhill Home                                                                | 1997 ID-Nr. 97001268          | 8000 West Milwaukee Avenue 43° 3′ 11″ N, 88° 0′ 46″ W                                                                                                  | Wauwatosa       | Wohnhaus des Arztes und Hobbygeologen Fisk Holbrook Day |
| 55    | Town of Milwaukee Town Hall                                                   | Town of Milwaukee Town Hall                                                   | 1986 ID-Nr. 86002852          | 5909 North Milwaukee River Parkway 43° 7′ 33″ N, 87° 55′ 48″ W                                                                                         | Glendale        | 1872 errichtetes Rathaus der früheren Town of Milwaukee |
| 56    | Trimborn Farm                                                                 | Trimborn Farm                                                                 | 1980 ID-Nr. 80000170          | 8801 West Grange Avenue 42° 56′ 39″ N, 88° 1′ 26″ W | Greendale       | 1846 angelegte Farm |
| 57    | Herman Uihlein House                                                          | Herman Uihlein House                                                          | 1983 ID-Nr. 83004313          | 5270 North Lake Drive 43° 6′ 44″ N, 87° 53′ 37″ W | Whitefish Bay   | 1917 errichtetes Gebäude; auch als The Grant C. Beutner House bekannt |
| 58    | Fred W. Ullius Jr. House                                                      | Fred W. Ullius Jr. House                                                      | 1987 ID-Nr. 86003658          | 5775 North Santa Monica Boulevard 43° 7′ 20″ N, 87° 54′ 25″ W                                                                                          | Whitefish Bay   | |
| 59    | William Van Altena House                                                      | William Van Altena House                                                      | 1985 ID-Nr. 85002038          | 1916 East Glendale Street 43° 6′ 0″ N, 87° 53′ 7″ W | Whitefish Bay   | |
| 60    | G. B. Van Devan House                                                         | G. B. Van Devan House                                                         | 1985 ID-Nr. 85002039          | 4601 North Murray Avenue 43° 5′ 59″ N, 87° 53′ 6″ W | Whitefish Bay   | |
| 61    | Wadham's Gas Station                                                          | Wadham's Gas Station                                                          | 11. Aug. 2004 ID-Nr. 04000849 | 1647 South 76th Street 43° 0′ 43″ N, 88° 0′ 27″ W | West Allis      | 1927 im Stil einer japanischen Pagode errichtete Tankstelle |
| 62    | Washington Highlands Historic District                                        | Washington Highlands Historic District                                        | 1989 ID-Nr. 89002121          | Abgegrenzt durch North 68th Street, West Lloyd Street, North 60th Street und Milwaukee Avenue 43° 3′ 14″ N, 87° 59′ 33″ W                              | Wauwatosa       | In den 1910er Jahren geplantes und angelegtes Wohngebiet |
| 63    | Wauwatosa Arcade Building                                                     | Wauwatosa Arcade Building                                                     | 1997 ID-Nr. 97000270          | 7210-26 West North Avenue 43° 3′ 39″ N, 88° 0′ 8″ W | Wauwatosa       | 1928 errichtetes Bürohaus |
| 64    | Wauwatosa Avenue Residential Historic District                                | Wauwatosa Avenue Residential Historic District                                | 2012 ID-Nr. 12000354          | 1809-1845 und 1907-2242 Wauwatosa Avenue sowie 7606-7624 Stickney Avenue 43° 3′ 30,5″ N, 88° 0′ 27″ W                                                  | Wauwatosa       | Wohnviertel mit Häusern aus dem 19. und frühen 20. Jahrhundert |
| 65    | Wauwatosa Woman's Club Clubhouse                                              | Wauwatosa Woman's Club Clubhouse                                              | 1998 ID-Nr. 98000828          | 1626 Wauwatosa Avenue 43° 3′ 8″ N, 88° 0′ 24″ W | Wauwatosa       | 1924-1925 im Stil des Colonial Revival errichtetes Clubhaus der örtlichen Frauenvereinigung |
| 66    | West Allis Post Office                                                        | West Allis Post Office                                                        | 2001 ID-Nr. 01000174          | 7440 West Greenfield Avenue 43° 1′ 1″ N, 88° 0′ 19″ W                                                                                                  | West Allis      | 1939 im Stil der Moderne errichtetes Postamt |
| 67    | Frank J. Williams House                                                       | Frank J. Williams House                                                       | 1985 ID-Nr. 85002040          | 912 East Lexington Boulevard 43° 6′ 49″ N, 87° 53′ 59″ W                                                                                               | Whitefish Bay   | |

## Frühere Einträge
| [ 2 ] | Name                                                    | Bild | Eintragsdatum        | Lage                                                           | Ort           | Beschreibung |
| ----- | ------------------------------------------------------- | ---- | -------------------- | -------------------------------------------------------------- | ------------- | --- |
| 1     | Clark Row House                                         |      | 1986 ID-Nr. 86000102 | 2103-2109 West Kilbourn Avenue 43° 2′ 29,4″ N, 87° 56′ 22,8″ W | Milwaukee     | 1989 aus dem Register gestrichen |
| 2     | Schule des Milwaukee County Home for Dependent Children |      | 1998 ID-Nr. 98001535 | 9658 Watertown Plank Road 43° 2′ 29,4″ N, 87° 56′ 22,8″ W      | Wauwatosa     | 2002 aus dem Register gestrichen |
| 3     | Elizabeth Plankinton House                              |      | 1976 ID-Nr. 76002287 | 1492 West Wisconsin Avenue 43° 2′ 43″ N, 88° 2′ 4,6″ W         | Milwaukee     | |
| 4     | Old St. Peter's Church                                  |      | 1974 ID-Nr. 74002338 | 3257 South Lake Drive 43° 2′ 22,2″ N, 87° 55′ 53,4″ W          | St. Francis   | |
| 5     | Whitefish Bay National Guard Armory                     |      | 2002 ID-Nr. 02000650 | 1225 East Henry Clay Street 43° 6′ 37,1″ N, 87° 53′ 43,1″ W    | Whitefish Bay | 1929 errichtetes Arsenal und Trainingsgelände der Nationalgarde; im Jahr 2004 abgerissen und sieben Jahre später aus dem Register gestrichen |
| 6     | William G. Spence House                                 |      | 1991 ID-Nr. 91001393 | 1741 North Farwell Avenue 43° 6′ 36,8″ N, 87° 53′ 42,9″ W      | Milwaukee     | 1996 aus dem Register gestrichen |